# Nick Hardwick
Nicholas Adam "Nick" Hardwick (født 2. september 1981 i Indianapolis, Indiana, USA) er en amerikansk footballspiller, der spiller i NFL som center for San Diego Chargers. Hardwick kom ind i ligaen i 2004, og har ikke spillet for andre klubber end Chargers.
Hardwick har en enkelt gang, i 2006, deltaget i Pro Bowl, NFL's All Star-kamp.

## Klubber
- 2006-: San Diego Chargers